# Демидов, Василий Александрович (Герой Советского Союза)
Василий Александрович Демидов (12 апреля 1921, Черея, Витебская губерния — 11 июня 1989, Витебск) — Герой Советского Союза (1945).

## Биография
Василий Александрович Демидов родился 12 апреля 1921 года в деревне Черея.
С 1943 г. воевал на Западном и 3-м Белорусском фронтах. Старший лейтенант Демидов, командир звена отдельного разведывательного авиаполка, за годы войны совершил 226 боевых вылетов. Звание Героя Советского Союза присвоено в 1945 году. Василий Александрович оставил службу в Советской Армии в 1961 году в звании подполковника.

## Награды и звания
- Медаль «Золотая Звезда»
- Орден Ленина
- 4 Ордена Красного Знамени
- Орден Отечественной войны I степени
- 2 Ордена Отечественной войны II степени
- Орден Богдана Хмельницкого III степени
- Орден Красной Звезды
- Медали

## Память
- Мемориальная доска в Витебске на доме, где жил В. А. Демидов.
- Имя В. А. Демидова присвоено средней школе № 21 г. Витебска[2]. На здании школы размещён мурал, посвящённый Герою. Одна из экспозиций в школьном музее посвящена В. А. Демидову.